# Música de Viento
Música de Viento es una película de comedia y drama mexicana de 1988, producida, escrita, dirigida y protagonizada por Roberto Gómez Bolaños "Chespirito". Esta película cuenta con las actuaciones especiales de Patricio Castillo, Leticia Montaño, César Sobrevals, Ramiro Orcí, Gustavo del Castillo, Jorge Fegan, José Luis Padilla, Rodolfo de Alejandre, Miguel Suárez, Silvia Suárez, María Clara Zurita y la actriz infantil Aline Bernal. En esta película incluye la canción Eso, eso, eso interpretada por Florinda Meza, la cual ya había sido usada anteriormente en El Chavo del 8 y Chespirito. Esta es la única película de Chespirito en la que (aparte de Florinda Meza) están ausentes todos los actores de su elenco regular, y la última completada durante la Época de oro del cine mexicano.
Éste fue el papel final en el cine de Roberto Gómez Bolaños, que se retiró del mundo de la actuación en 2000 y falleció en 2014.

## Sinopsis
La película cuenta la historia del Sr. Quevedo (Chespirito), un hombre soltero de 50 años que trabaja en la inmobiliaria del Sr. Zepeda (Juan Peláez), donde se encarga de las relaciones públicas de empresa. Valentina (Florinda Meza) fue a cooperar de inmobiliaria y comienza a desconfiar de que el Sr. Quevedo es soltero porque es "toda una dama", como él mismo dice, pero ella no entiende de caballeros, y le extrañan sus actitudes. Cuando un cliente enfurecido llamado el Sr. Esteban Martínez (Bruno Rey) va al escritorio para asesinar al Sr. Zepeda porque ha perdido toda su fortuna en un negocio, el Sr. Quevedo interviene en un susto al mirar una pistola, se le escapa una flatulencia numerosas veces. A partir de ese momento, en toda la situación en la que el Sr. Quevedo mira una de las pistolas desencadenando un alto musical intestinal, una verdadera "Música de Viento".

## Reparto
- Roberto Gómez Bolaños ... Sr. Quevedo
- Florinda Meza ... Valentina
- Juan Peláez ... Sr. Zepeda
- Arturo Alegro † ... Jorge
- Bruno Rey ... Sr. Esteban Martínez
- María Clara Zurita ... Secretaria del Sr. Zepeda
- Miguel Suárez ... Sr. Robirosa
- Ramiro Orcí ... Saldívar
- Gustavo del Castillo ... Matute
- Aline Bernal ... Hija de Valentina
- Leticia Montaño ... Lupe (hermana de Valentina)
- Patricio Castillo ... Psiquiatra
- Silvia Suárez ... Jueza
- César Sobrevals ... Ayudante de la jueza
- Jorge Fegan ... Abogado del Sr. Zepeda
- Alfredo Rosas ... Abogado del Sr. Martínez
- Rosa Lleidas ... Mesera
- Rodolfo de Alejandre ... Hombre Desamparado
- Bruno Reynoso Gutiérrez ... Hijo del Sr. Martínez
- José Luis Padilla ... Guardia
- Nothanael León ... Conductor del Volkswagen que amenazó al Sr. Quevedo